# Južnokineski tigar
Južnokineski tigar (Panthera tigris amoyensis) je podvrsta tigra. Populacija ove životinje procjenjena je na 20 do 30 u divljini i 48 u 19 kineskih zooloških vrtova. Ovo je najugroženija vrsta tigra. Mužjaci su dugi 2, 5 m i teški 150 kg, a ženke su duge 2, 3 m i teške 110 kg. O ovoj se vrsti veoma malo zna. Kina ulaže velike napore za očuvanje ove vrste.

## Vanjske poveznice
- (engl.) Rare China tiger seen in the wild (BBC News, 12. 10. 2007.)